# Morgue
Pour les articles homonymes, voir Morgue (homonymie).

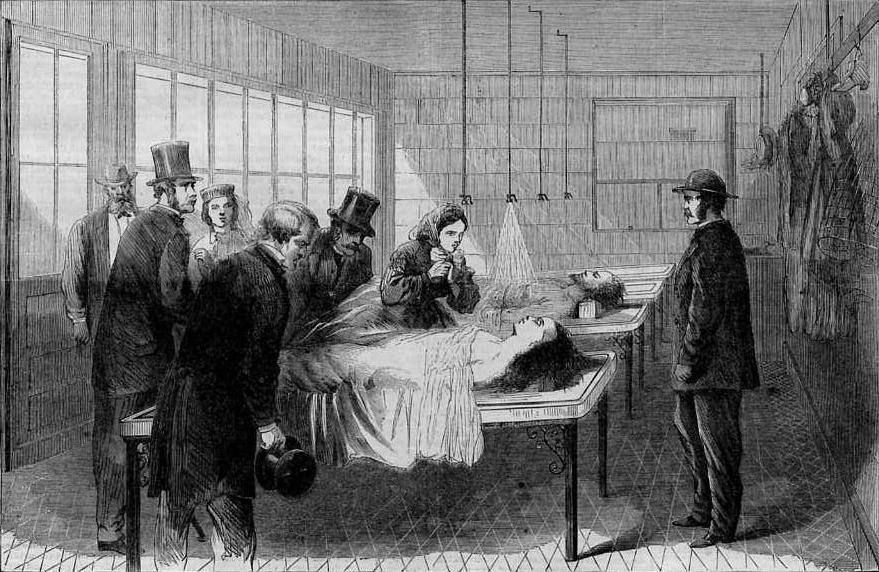
La première morgue de New-York, ouverte au Bellevue Hospital en 1866.

La morgue est une installation spécialisée dans la réception, le stockage et l'examen des corps post-mortem. Elle offre un environnement contrôlé, souvent équipé de dispositifs de réfrigération, pour préserver les corps et faciliter les autopsies. Ce lieu joue un rôle crucial dans l'investigation des causes de décès et dans la gestion des procédures légales liées aux décès.

## Étymologie
En ancien français, le mot signifie « mine », « attitude », « comportement ». Il dériverait d'un mot occitan signifiant faire la moue, venant lui-même de murr : « museau » ou « groin ». Avoir de la morgue, est synonyme d’être hautain, orgueilleux. Morguer c'est traiter quelqu'un avec arrogance. Ce terme apparaît avec un autre sens dans les dictionnaires au XVIIe siècle : « Endroit à l'entrée d'une prison où l'on tient quelque temps ceux qu'on écroue, afin que le guichetier puisse les regarder fixement et les reconnaître ». Le guichetier (gardien) qui tient le guichet de la morgue porte le nom de « morgueur ».
Enfin, il existe un troisième sens découlant du précédent : « On appelle aussi morgue un endroit au Châtelet, où les corps qu'on trouve morts [ou dont se saisit la justice] sont exposés au public afin qu'on puisse les reconnaître. »

## Typologie
Il existe deux types de morgues : celle à température positive +2 °C/+4 °C où le corps peut être conservé quelques semaines (mais la décomposition se poursuit), et celle à température négative (congélation) pour une conservation plus longue (la décomposition est arrêtée). La législation de la majorité des pays exige un enterrement sous 48 ou 72 heures. Mais dans de nombreux pays, notamment en Afrique noire, les corps demeurent parfois plusieurs semaines, mois, voire des années avant que la famille vienne retirer le corps de la morgue pour effectuer l'enterrement[réf. nécessaire]. La nécessité de regrouper les membres de la famille et le coût parfois « extravagant » des funérailles demande du temps pour réunir les sommes nécessaires à des funérailles dignes.
Des hôpitaux disposent de capacités importantes (200 voire plus) ainsi que les instituts de médecine légale.

## Morgue de Paris

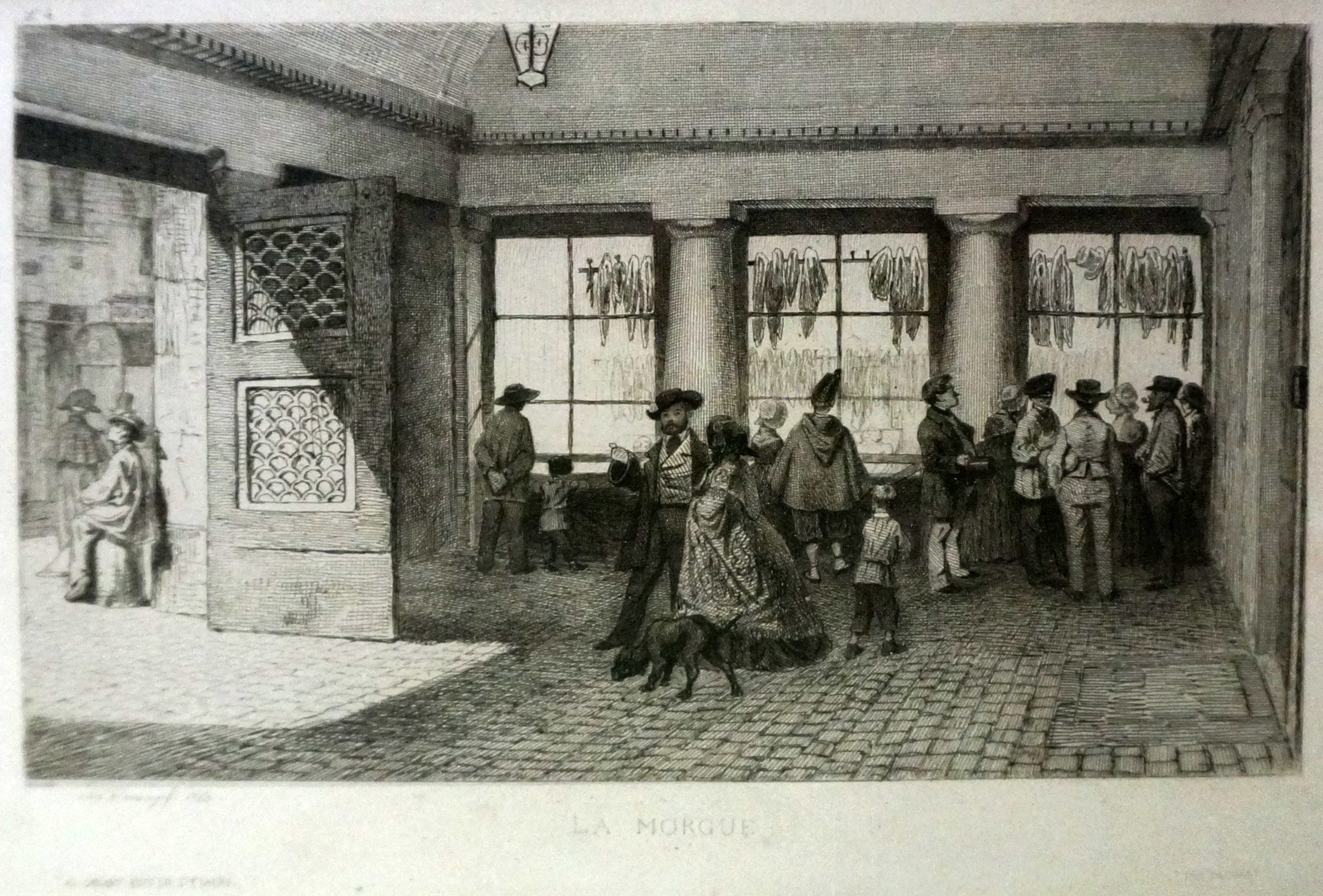
Défilé à la morgue du quai du Marché-Neuf à Paris en 1855.

Au Moyen Âge, les cadavres trouvés dans les rues de Paris ou repêchés dans la Seine étaient recueillis par les religieuses de l’hôpital Sainte-Catherine, surnommées « les catherinettes » par les Parisiens, comme l'imposaient les statuts de leur établissement : « Plus, elles sont tenues de recueillir en ladite maison tous les corps morts, en prisons, dans la rivière et par la ville et aussi ceux qui ont été tués par ladite ville. Lesquels le plus souvent on apporte tout nuds, et néanmoins elles les ensevelissent et fournissent du linge et suaires à leurs dépens, payent le fossoyeur et les font enterrer au cimetière des Saints Innocents. Lesquels quelques fois sont en si grande quantité, qu'il se trouve par acte signé des greffiers de justice, avoir été portés en ladite maison en moins de quatre mois, quatre-vingts et dix-huit corps morts. »
L’hôpital était situé rue Saint-Denis à environ 300 mètres du cimetière des Innocents dans lequel les sœurs détenaient un droit permanent de faire ensevelir les corps. À la suite d'une contestation de ce droit survenue entre les marguilliers des Saints-Innocents, le chapitre de Saint-Germain-l'Auxerrois et la communauté de Sainte-Catherine, un arrêt du parlement de Paris en date du 29 septembre 1372, confirmant une sentence de Hugues Aubriot, Prévôt de Paris, du 23 décembre 1371 écrivant que « c'est aux sœurs qu'il revient de pourvoir à l’ensevelissement des corps provenant de l'hôtel-Dieu de Sainte-Catherine, soit qu'iceux corps soient apportées du Chastelet de Paris ou dudit Hôtel-Dieu ». C'est la première mention faisant état du Grand Châtelet comme lieu de dépôt de cadavres.
Une autre sentence de prévôt du 1er septembre 1734, associe la basse geôle du Châtelet à l'identification des cadavres. Ultérieurement lesdites cellules ayant été transférées dans une autre partie du Châtelet, la « morgue » fut affectée, au XVIIIe siècle et jusque vers 1807, à l'exposition des corps trouvés sur la voie publique ou noyés dans la Seine. Une ouverture pratiquée dans la porte permettait de les reconnaître « en se pinçant le nez. »

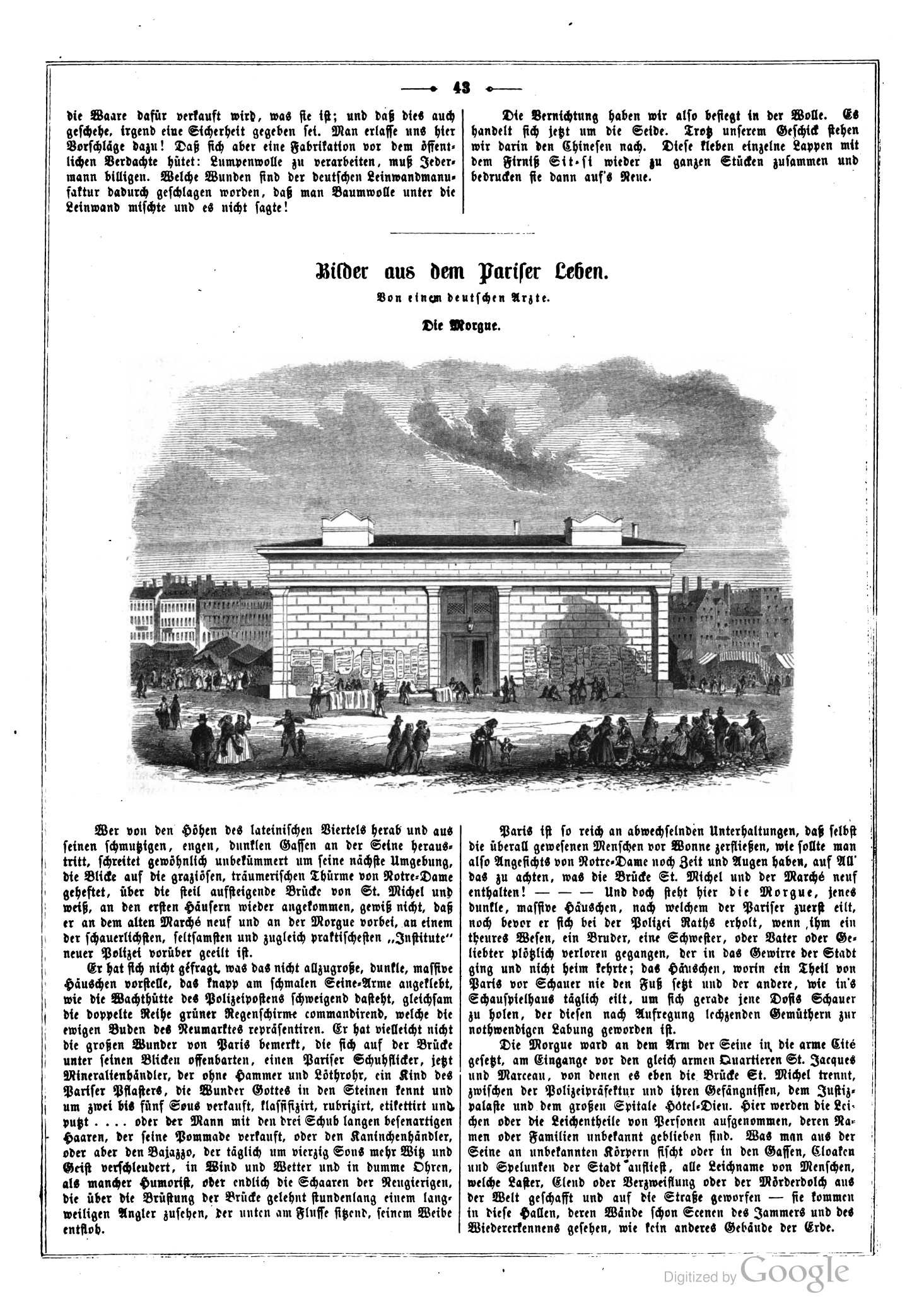
La morgue de Paris, gravure du magazine allemand Die Gartenlaube, 1854.

En 1804, le préfet de police Dubois fait déménager la morgue quai du Marché-Neuf, sur l'île de la Cité. En 1836, des travaux d’amélioration du bâtiment seront apportés avec la suppression de son 2e étage.
Cette morgue sera transférée à la pointe de l'île en 1864, quai de l’Archevêché (à l'emplacement de l'actuel square de l’Île-de-France), ce qui provoque la désapprobation du milieu intellectuel et artistique. Le Baron Haussmann y fera construire en 1868, un bâtiment ayant l'allure d'un petit temple grec par lequel on entre par trois portes ; la salle d’exposition se trouvant au milieu est flanquée de chaque côté par les dépendances, le greffe, la salle d’arrivée, le cabinet des magistrats, l’amphithéâtre et la glacière. L'endroit constitua d'ailleurs l'une des sorties les plus en vogue de la capitale : les cadavres à identifier (notamment des victimes de noyades), étendus sur douze tables inclinées de marbre noir, y étaient exposés pendant trois jours, dans une salle séparée du public par une vitre, un filet d'eau fraîche coulant sur la table pour les conserver,. Le 15 mars 1907, le préfet Lépine signe un décret par lequel il fait fermer la morgue au public par mesure d’« hygiénisme moral », l’entrée sera désormais interdite aux personnes non munis d’une autorisation spéciale.
En 1923, la morgue devient l'institut médico-légal de Paris et est transférée le long du quai de la Rapée dans un nouveau bâtiment conçu par Albert Tournaire.